# Dyoteletism
Dyoteletism (dyotheletism) (av grekiska δύο, "två", och θέλησις, "vilja"), avser en kristologisk lära som menar, att det i Kristus finns två viljor, en gudomlig och en mänsklig.
I motsats till monoteletismen hävdade dyoteleterna att Kristus hyste två viljor, varvid dock den gudomliga tänktes utöva herraväldet och verka genom den mänskliga, så att det icke uppstod någon klyfta dem emellan.
En sådan dyoteletisk lära utvecklades av Maximos Bekännaren (omkring 580–662), en grekisk abbot i Chrysopolis, som energiskt motsatte sig monoteleterna, vilka han ansåg vara heretiker. Dyoteletismen antogs som kyrkolära vid det tredje konciliet i Konstantinopel 680–681.